# Golles
Golles románul: Goleș, falu Romániában, Erdélyben, Hunyad megyében.

## Fekvése
Vajdahunyadtól délnyugatra, a Ruszka-havas keleti oldalán, Csernisorafloresza keleti szomszédjában fekvő település.

## Története
Golles nevét 1733-ban említette először oklevél Gales néven. Későbbi névváltozatai: 1760–1762 között Gollyes, 1805-ben Golesd, 1808-ban Goles ~ Golyes, Galisá, 1861-ben Goles, 1888-ban Golles (Golicsu), 1913-ban Golles.
A trianoni békeszerződés előtt Hunyad vármegye Vajdahunyadi járásához tartozott. 1910-ben 171 görögkeleti ortodox román lakosa volt.